# Ҙ
Ҙ, ҙ — кирилична буква, утворена від З. Використовується в абетці башкирської мови, де займає 7-ме місце. Позначає дзвінкий зубний фрикативний звук /ð/.

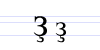
Інакший вигляд букви

Пропонується також використання букви в абетці ваханської мови, що поширена в Таджикистані, однак у книжках, що видаються цією мовою, часто використовуються й інші букви. 
Букву було впроваджено до башкирської мови 1939 року внаслідок кампанії з кирилізації тюркських мов. 

## Unicode
| Символ                      | Ҙ                                         | Ҙ                                         | ҙ                                       | ҙ                                       |
| --------------------------- | ----------------------------------------- | ----------------------------------------- | --------------------------------------- | --------------------------------------- |
| Unicode name                | CYRILLIC CAPITAL LETTER ZE WITH DESCENDER | CYRILLIC CAPITAL LETTER ZE WITH DESCENDER | CYRILLIC SMALL LETTER ZE WITH DESCENDER | CYRILLIC SMALL LETTER ZE WITH DESCENDER |
| Encodings                   | decimal                                   | hex                                       | decimal                                 | hex                                     |
| Unicode                     | 1176                                      | U+0498                                    | 1177                                    | U+0499                                  |
| UTF-8                       | 210 152                                   | D2 98                                     | 210 153                                 | D2 99                                   |
| Числове позначення символів | &#1176;                                   | &#x498;                                   | &#1177;                                 | &#x499;                                 |